# 東京都道196号青梅停車場線
東京都道196号 青梅停車場線（とうきょうとどう196ごう おうめていしゃじょうせん）は、東京都青梅市青梅のJR青梅駅から、同町の東京都道28号青梅飯能線交点に至る道路である。

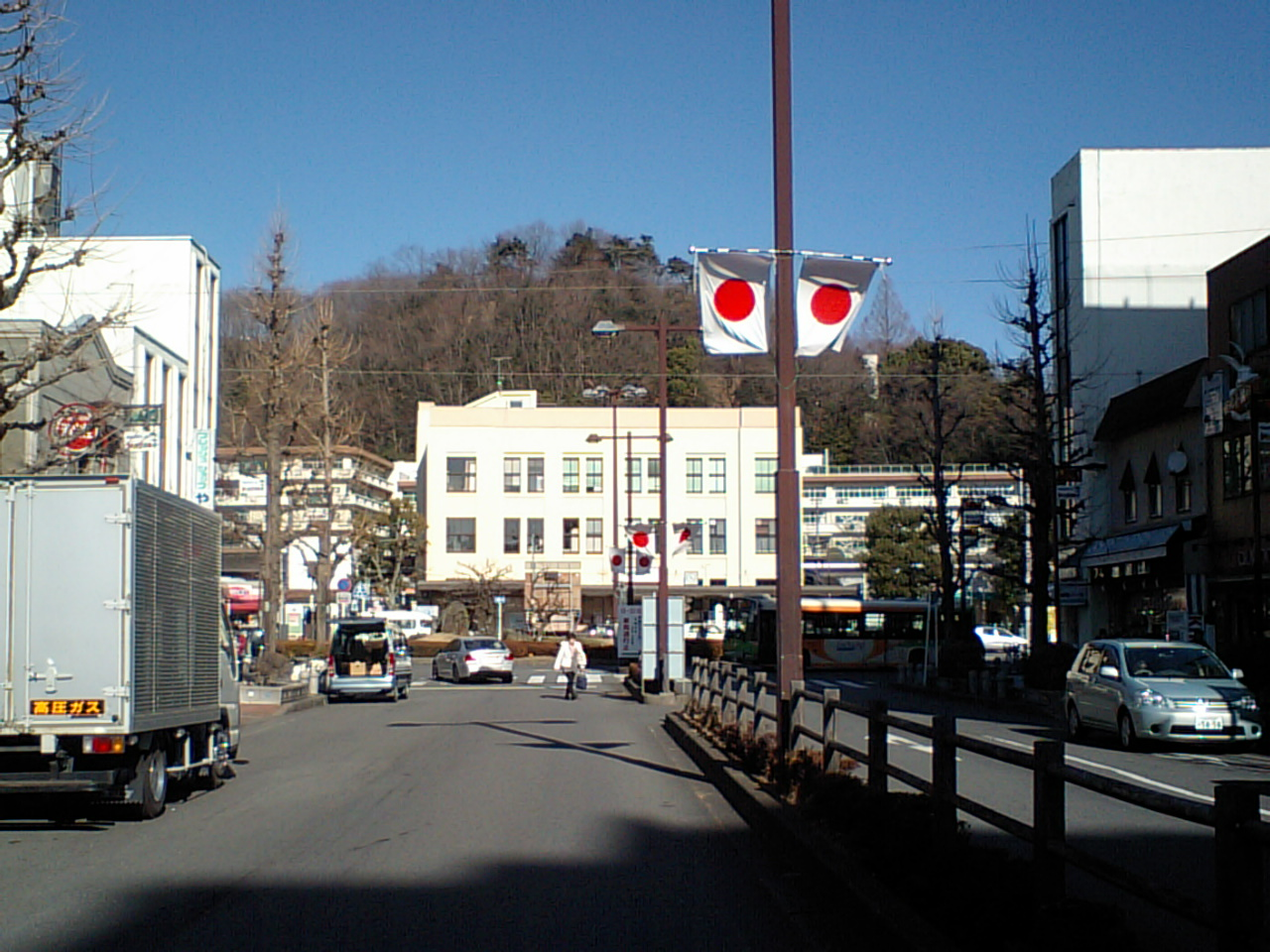
青梅市本町付近

## 交差・接続している道路
- 東京都道28号青梅飯能線（旧青梅街道、東京都青梅市）青梅駅前交差点

## 都市計画道路指定
- 青梅3.3.27号線

## 周辺施設
- JR青梅駅 - JR青梅線